# Neonicotinoide

Imidacloprid, ein typisches systemisches Insektizid aus der Gruppe der Neonicotinoide

Als Neonicotinoide oder Neonikotinoide wird eine Gruppe von hochwirksamen Insektiziden bezeichnet. Sie alle sind synthetisch hergestellte Wirkstoffe, die an den Nikotinischen Acetylcholinrezeptor (nAChR) von Nervenzellen binden und so die Weiterleitung von Nervenreizen stören. Neonicotinoide sind selektive Nervengifte, die auf die Nervenzellen von Insekten weit stärker als auf die Nerven von Wirbeltieren wirken.

## Wirkungsweise

Wirkungsweise

Neonicotinoide können als Kontakt- oder Fraßgift wirken. Sie werden gut über die Wurzeln aufgenommen und in die Blätter transportiert. Behandelte Pflanzen sind dadurch sowohl vor beißenden als auch vor saugenden Insekten geschützt. Aufgrund dieser systemischen Wirkung werden die Neonicotinoide vor allem als Saatgutbeizmittel verwendet. Des Weiteren können sie beispielsweise als Spray, Granulat oder Zusatz bei der Bewässerung eingesetzt werden. Da Neonicotinoide in der Pflanze nur langsam abgebaut werden, hält ihre Wirkung längere Zeit an. Bei Dauerkulturen wie Wein und Zitruspflanzen waren eingesetzte Neonicotinoide etwa ein halbes Jahr wirksam. Ahornbäume konnten durch die Injektion von Imidacloprid vier Jahre vor Insekten geschützt werden.
Bei Insekten wirkt diese Stoffgruppe wie Acetylcholin am Nikotinischen Acetylcholinrezeptor der Nervenzellen, wobei kein Abbau durch das Enzym Acetylcholinesterase stattfindet. Der Rezeptor wird somit dauerhaft stimuliert und es kommt zu Störungen der chemischen Signalübertragung. Der ausgelöste Dauerreiz führt zu Krämpfen und schließlich zum Tod der Insekten. Eine Übersichtsarbeit zur Gen-Familie der nicotinergen Acetylcholin-Rezeptoren bei Honigbienen wurde 2006 veröffentlicht.

## Geschichte
Anfang der 1970er Jahre wurde in der damaligen Shell Development Company in Modesto eine neue Klasse von Nitromethylen-Heterocyclen erfunden, die am Nikotinischen Acetylcholinrezeptor wirken. Shell fand heraus, dass das 2-[Dibrom(nitro)methyl]-3-methylpyridin des Chemikers Henry Feuer (Purdue University) eine unerwartete insektizide Wirkung auf Stubenfliege und Erbsenlaus zeigte. Eine Optimierung dieser Struktur führte zu Nithiazin. Dieser frühe Prototyp kann heute als die erste Generation der Neonicotinoide angesehen werden. Nithiazin wies eine starke Wirkung gegen Helicoverpa zea, gute systemische Eigenschaften und eine geringe Toxizität gegenüber Säugetieren auf, wurde aber aufgrund mangelnder photochemischer Stabilität nie für die breite landwirtschaftliche Anwendung kommerzialisiert.
Anfang der 1980er Jahre setzte das japanische Unternehmen Nihon Tokushu Noyaku Seizo K.K. (heute Bayer CropScience K.K.) die Arbeit fort und konzentrierte sich dabei auf den Reisschädling Nephotettix cincticeps. Chemische Optimierungen führten zu NTN32692, dessen Aktivität im Vergleich mit Nithiazin massiv erhöht werden konnte. Das Problem der mangelnden photochemischen Stabilität wurde jedoch erst mit der Verbindung Imidacloprid gelöst.
Imidacloprid wurde 1991 von der Bayer AG kommerzialisiert. Es erreichte einen erheblichen Verkaufserfolg und wurde das weltweit meistverkaufte Insektizid im Pflanzenschutz und Veterinärbereich. Daraufhin drängten weitere Unternehmen wie Takeda Pharmaceutical (heute Sumitomo Chemical Takeda Agro), Agro-Kanesho, Nippon Sōda, Mitsui Toatsu (heute Mitsui Chemicals), Ciba-Geigy (heute Syngenta) mit eigenen Neonicotinoiden auf den Markt. Die Neonicotinoide wurden damit zu der am schnellsten wachsenden Insektizidklasse, was auf ihre einzigartigen biologischen und chemischen Eigenschaften zurückzuführen ist: breites Wirkungsspektrum, niedrige Applikationsraten, gute systemische Eigenschaften (Aufnahme und Verteilung in der Pflanze), neuer Wirkmechanismus und ein günstiges Sicherheitsprofil.

## Analytik
Zum zuverlässigen Nachweis einzelner Neonicotinoide kommen chromatographische Methoden zum Einsatz. Die Identifizierung der chromatographisch getrennten Substanzen erfolgt durch Massenspektrometrie. Zur Analytik von saatgut-gebundenen Stoffen liegen ebenfalls Untersuchungen vor. Bei Untersuchungen im Jahre 2020 konnten Neonicotinoide in Propolisprodukten sicher nachgewiesen werden.

## Verwendung und wirtschaftliche Bedeutung
Neonicotinoide sind in mehr als 120 Ländern zugelassen. Mit einem Umsatz von 1,5 Mrd. € hatten sie im Jahr 2008 einen Anteil von 24 % am globalen Insektizidmarkt. Neonicotinoide haben eine noch größere Bedeutung auf dem Markt für Beizmittel. Mit der Einführung der ersten Neonicotinoide in den 1990er Jahren ist dieser Markt stark gewachsen, von 155 Mio. € (1990) auf 957 Mio. € (2008). Der Umsatz von Beizmitteln wurde 2008 zu 80 % von Neonicotinoiden dominiert.
Sieben Neonicotinoide von verschiedenen Herstellern sind derzeit auf dem Markt.
| Name         | Hersteller                          | Auswahl bekannter Handelsnamen                           | Umsatz in Mio. US$ (2009) |
| ------------ | ----------------------------------- | -------------------------------------------------------- | ------------------------- |
| Imidacloprid | Bayer CropScience                   | Confidor, Admire, Gaucho                                 | 1.091                     |
| Thiamethoxam | Syngenta                            | Actara, Platinum, Cruiser                                | 627                       |
| Clothianidin | Sumitomo Chemical/Bayer CropScience | Poncho, Dantosu, Dantop, Santana                         | 439                       |
| Acetamiprid  | Nippon Soda                         | Mospilan, Assail, ChipcoTristar                          | 276                       |
| Thiacloprid  | Bayer CropScience                   | Sonido, Calypso, Lizetan (in Kombination mit Methiocarb) | 112                       |
| Dinotefuran  | Mitsui Chemicals                    | Starkle, Safari, Venom                                   | 79                        |
| Nitenpyram   | Sumitomo Chemical                   | Capstar, Bestguard                                       | 8                         |

Der Patentschutz ist für die meisten Neonicotinoide abgelaufen (Imidacloprid seit 2005). Die Produktion von Generika ist in Ländern wie Indien und China bereits etabliert.

### Landwirtschaft
Im Gegensatz zu anderen Insektizidgruppen lassen sich Neonicotinoide auf vielfältige Weise ausbringen. Die meisten Neonicotinoide können zur Blattbehandlung, als Beizmittel, sowie zur Bodenbehandlung eingesetzt werden. Etwa 60 % der Anwendungen entfallen auf Beizmittel und Bodenapplikationen. Imidacloprid, Thiamethoxam und Clothianidin finden breite Verwendung als Beizmittel für Baumwolle, Mais, Zuckerrüben, Raps und andere Nutzpflanzen.
Neonicotinoide gehören zu den effektivsten Insektiziden zur Kontrolle von bohrenden Schädlingen, wie Blattläusen, Mottenschildläusen, Zwergzikaden, Spitzkopfzikaden und Fransenflüglern, sowie einer Reihe von beißenden Schädlingen wie Kleinschmetterlingen und Käfern.
Sie bekämpfen Blattläuse wie Aphis gossypii, die Grüne Pfirsichblattlaus, die Hopfenblattlaus, und die Traubenkirschenlaus auf Gemüse, Zuckerrüben, Baumwolle, Apfelfrüchten, Getreide und Tabak; Käfer wie den Kartoffelkäfer auf Kartoffeln; Lissorhoptrus oryzophilus auf Reis; Mottenschildläuse (z. B. Bemisia tabaci, Trialeurodes vaporariorum) und Fransenflügler (z. B. Tabakblasenfuß) auf Gemüse, Baumwolle, und Zitruspflanzen; Kleinschmetterlinge wie den Apfelwickler und Phyllocnistis citrella auf Apfelfrüchten und Zitruspflanzen; sowie Drahtwürmer auf Zuckerrüben und Mais.
Da einige Schädlinge Überträger von Pflanzenviren sind, können Neonicotinoide die Verbreitung von Pflanzenkrankheiten verhindern. Als Beispiele lassen sich die Verhinderung der Übertragung des Gelbverzwergungsvirus durch Blattläuse auf Getreide, des Tomatenbronzefleckenvirus durch Fransenflügler auf Tomaten, oder des Bakteriums Xylella fastidiosa durch Homalodisca vitripennis auf Zitruspflanzen nennen.
Neonicotinoid-Konzentrationen im Pflanzensaft und -gewebe zwischen 5 und 10 ppb genügen im Allgemeinen, um Pflanzen vor Schadinsekten zu schützen.
Neonicotinoide als Saatgut-Beizmittel werden mit einem Anteil zwischen 1,6 und 20 % von der zu schützenden Nutzpflanze aufgenommen. Hier ist der Anteil des Wirkstoffs, der in oder auf die Zielpflanze gelangt, deutlich geringer als bei Sprüh-Applikation auf das Blattwerk.

#### EU
Derzeit liegen keine aktuellen, detaillierten Statistiken über den Verbrauch von Neonicotinoiden in der EU vor. Angaben von Eurostat (2007), die sich auf das Jahr 2003 beziehen, beziffern das ausgebrachte Wirkstoffgewicht der Pyridylmethylamine, wozu Acetamiprid, Imidacloprid und Thiacloprid zählen, auf 550 t, was einem Anteil von 7 % am Gesamtinsektizidverbrauch entsprach. Der Verbrauch von Imidacloprid lag auf dem 4. Platz unter den Insektizidwirkstoffen.
Innerhalb der Insektizide nahmen Pyridylmethylamine 2003 wichtige Stellenwerte bei Getreide (2.), Mais (3.), Ölsaaten (4.), Kartoffeln (5.), Obstbäumen (4.) und Gemüse (4.) ein. Absolut gesehen entfielen die größten Wirkstoffmengen auf Mais und Getreide. Die Nitroguanidine (Clothianidin und Thiamethoxam) haben eine gewisse Bedeutung bei Ölsaaten (5.).
Das Vereinigte Königreich ist einer der wenigen EU-Staaten, aus dem detaillierte Verbrauchsstatistiken von Neonicotinoiden vorliegen. 2012 wurden 82 t auf 1,3 Mio. ha verbraucht, 71 % davon Clothianidin und 16 % Thiamethoxam. Seit Anfang der 1990er Jahre stieg der Einsatz der Neonicotinoide kontinuierlich an. Imidacloprid, das zuvor dominant war, verlor seit 2005 massiv an Bedeutung, während Clothianidin und Thiamethoxam stark zulegten. 2012 entfielen 85 % der mit Neonicotinoiden behandelten Fläche auf Getreide (v. a. Clothianidin) und Ölsaaten (v. a. Thiamethoxam). 19 % der Getreidefläche und 68 % der Ölsaatenfläche wurden mit Neonicotinoiden behandelt.

#### USA
Angaben von GfK Kynetec zufolge, die sich auf den Durchschnitt der Jahre 2010–2012 beziehen, sind Neonicotinoide die meistgenutzte Insektizidklasse der US-amerikanischen Mais-, Soja-, Weizen-, Baumwoll- und Sorghumanbauer. Knapp 56 % der Anbaufläche dieser Feldfrüchte wurde mit Neonicotinoiden behandelt (Flächenanteile: Mais 89 %, Baumwolle 65 %, Sorghum 43 %, Sojabohne 40 %, Sommerweizen 25 % und Winterweizen 18 %). 97 % der verwendeten Wirkstoffmenge entfiel auf Saatgutbehandlungen (Mais 100 %, Soja 95 %, Weizen 100 %, Baumwolle 67 % und Sorghum 100 %).
Gemäß einer 2016 veröffentlichten Untersuchung von 170 zwischen 2005 und 2014 durchgeführten Feldversuchen in Arkansas, Louisiana, Mississippi und Tennessee führt die Saatgutbeizung von Sojabohnen mit Neonikotinoiden zu höheren Erträgen und in einigen Fällen auch zu signifikant höheren Deckungsbeiträgen.

#### Kanada
Health Canada-Santé Canada veröffentlichte im Januar 2016 eine Schätzung der wirtschaftlichen Bedeutung neonikotinoider Saatgutbehandlungen in Kanada. 2013 wurden nahezu auf der gesamten Mais- und Sojabohnenfläche thiamethoxam- oder clothianidinhaltige Beizmittel eingesetzt. Der Zusatznutzen dieser Behandlungen für Mais beziffert Health Canada auf 74,2-83,3 Mio. C$ (3,2-3,6 % der Maisernte), für Sojabohnen auf 37,3-51 Mio. C$ (1,5-2,1 % der Sojaernte).

### Nichtlandwirtschaftliche Anwendungen
Neonicotinoide werden im Haushalts-, Rasen- und Gartenbereich gegen Termiten, Blatthornkäfer, Schaben und Ameisen eingesetzt. Des Weiteren finden sie Verwendung gegen Parasiten von Hund und Katze, wie Flöhe, Läuse und Fliegen.

## Toxikologie

### Mensch
Von 70 in Taiwan registrierten Vergiftungen mit Neonicotinoiden, meist durch Selbstmordversuche verursacht, hatten die meisten nur leichte bis mittlere Auswirkungen. In zwei Fällen führte die Vergiftung zum Tode und acht weitere hatten schwere Auswirkungen. Bei schweren Vergiftungen traten oft Probleme mit der Atmung auf. Die im Vergleich zu vielen anderen Insektiziden niedrige Toxizität für Warmblüter wird durch die hohe Selektivität von Neonicotinoiden für den Nikotinischen Acetylcholinrezeptor von Insekten erklärt.
Ein Gutachten der EU-Behörde für Lebensmittelsicherheit (EFSA) ist zu dem Schluss gekommen, dass sich die Neonicotinoide Acetamiprid und Imidacloprid schädlich auf die Entwicklung des Nervensystems bei Säuglingen und Kleinkindern auswirken könnten. Die Lern- und Gedächtnisfunktion des Gehirns wird unter Umständen beeinträchtigt.

### Vögel
Nach einer Überschlagsrechnung würde die mittlere letale Dosis (LD50) beim Rebhuhn durch die Aufnahme von etwa 5 Maiskörnern, 6 Rübensamen oder 32 Rapssamen erreicht, sofern diese mit Neonicotinoiden gebeizt seien. Eine spanische Studie zeigte, dass die Aufnahme von mit Neonicotinoiden oder anderen Pflanzenschutzmitteln gebeiztem Saatgut beim Rothuhn (Alectoris rufa) in hoher Dosierung zum Tod, aber auch zu Befruchtungsproblemen führen kann.
In den Niederlanden zeigte die Konzentration von Imidacloprid in Oberflächengewässern einen statistischen Zusammenhang mit dem Rückgang mehrerer insektenfressender Vogelarten seit Mitte der 1990er Jahre. Bezüglich eines möglichen Kausalzusammenhangs spekulieren die Autoren, dass der Einsatz von Imidacloprid die Nahrungsgrundlage dieser Vogelarten dezimiert habe.

#### Zugvögel
Unterhalb der letalen Dosis schaden diese Insektenschutzmittel insbesondere Zugvögeln. Eine amerikanische Studie zeigt: Sie mindern den Appetit von Dachsammern und hindern sie so am Weiterfliegen.

### Bienen und andere Bestäuber
Clothianidin (LD50 Kontakt 0,044 µg pro Biene, oral 0,004 µg), Imidacloprid (Kontakt 0,081 µg, oral 0,0037 µg) und Thiamethoxam (Kontakt 0,024 µg, oral 0,005 µg) haben eine hohe, Acetamiprid (Kontakt 8,09 µg, oral 14,53 µg) und Thiacloprid (Kontakt 38,82 µg, oral 17,32 µg) eine moderate Toxizität für Honigbienen.

#### Bienensterben im Oberrheingraben 2008
In der Oberrheinischen Tiefebene kam es Ende April 2008 zu einem massiven Bienensterben durch den Wirkstoff Clothianidin, bei dem über 11.000 Völker geschädigt wurden. Der Wirkstoff war zur Saatgutbeizung bei Mais verwendet worden, wobei das Beizmittel bei einigen Chargen nur unzureichend an den Samenkörnern haftete. Das Saatgut wurde mit pneumatischen Einzelkornsägeräten ausgebracht, so dass der Abrieb von den Maiskörnern in die Luft geblasen wurde. Der Wirkstoff legte sich als Staubfilm über benachbarte Rapsfelder, die aufgrund des Witterungsverlaufs in diesem Jahr gerade in Blüte standen und von Bienen beflogen wurden. Daraufhin wurde die Beizung von Maissaatgut mit Clothianidin, Imidacloprid und Thiamethoxam in Deutschland verboten.

#### Wissenschaftliche Untersuchungen
Eine 2011 publizierte Meta-Analyse von 14 Studien bezüglich der Wirkung von Imidacloprid auf Honigbienen unter Labor- und semi-Feldbedingungen ergab, dass die unter Feldbedingungen erwartbaren Dosierungen keine letalen Effekte haben würden, jedoch die Leistung der Bienen um sechs bis zwanzig Prozent verringern würden.
Eine Systematische Übersichtsarbeit aus dem Jahr 2012 stellte fest, dass viele Laborstudien letale und subletale Effekte auf das Futterbeschaffungs-, Lern- und Erinnerungsvermögen gezeigt hätten, in Studien unter realistischen Feldbedingungen mit entsprechend niedrigeren Dosen hingegen keine Auswirkungen nachgewiesen worden seien.
Eine ebenfalls 2012 veröffentlichte Übersichtsarbeit konnte die Hypothese eines Völkerkollaps durch Neonicotinoidrückstände in Pollen und Nektar auf Basis der Bradford-Hill-Kriterien vorläufig nicht stützen, da erhebliche Wissenslücken bestünden.
Laut einer 2014 veröffentlichten Übersichtsarbeit kann aufgrund von Wissenslücken bisher nicht auf einen alleinigen Kausalzusammenhang zwischen der Nutzung von Neonicotinoiden und Bienensterben geschlossen werden. Das Bienensterben sei bereits vor der breiten Verwendung von Neonicotinoiden aufgetreten und es liege eine schwache geografische Korrelation zwischen Neonicotinoidnutzung und Bienensterben vor.
Eine ebenfalls 2014 erschienene Übersichtsarbeit verglich eine Reihe jüngerer Laborstudien mit Feldstudien. Während Laborstudien subletale Effekte gefunden hätten, seien diese Effekte in Feldstudien nicht nachgewiesen worden. Die Autoren kommen zu dem Schluss, dass die Laborstudien die Konzentration, die Fütterungsdauer und die Futterwahl der Bienen überschätzt haben.
In einer im Frühjahr 2015 veröffentlichten Feldstudie (Rundlöf et al., 2015) zeigte sich, dass das Beizmittel Elado (enthält Clothianidin sowie Cyfluthrin), auf Raps angewandt, Wildbienen und Hummeln beeinträchtigte (Abnahme der Populationsdichte von Wildbienen, der Nestaktivität von Einzelbienen, sowie des Koloniewachstums und der Reproduktionsrate von Hummeln). Beeinträchtigungen von in Kolonien lebenden Honigbienen durch Elado wurden hingegen nicht festgestellt.
Eine 2015 veröffentlichte und von Fera-Wissenschaftlern geleitete Studie untersuchte die Auswirkungen des Einsatzes neonicotinoider Beizmittel bei Raps auf landwirtschaftliche Erträge und Profite sowie Bienensterblichkeit in England und Wales. Die Studie griff dazu auf die Fera-Pflanzenschutzmittelverbrauchsstatistiken und Erträge sowie auf die Bienenuntersuchungen der National Bee Unit (NBU) in 5 Jahren zwischen 2002 und 2010 zurück. Die Ergebnisse zeigten, dass der Einsatz von neonikotinoiden Beizmitteln mit einem geringeren Verbrauch von Blattbehandlungen mit anderen Pflanzenschutzmitteln im Herbst einhergeht. Jedoch zeigte sich kein konsistenter Zusammenhang zwischen den Beizmitteln und Erträgen (und Profiten). Hinsichtlich der Bienengesundheit ergab die Korrelationsanalyse einen Unterschied von 10 % Koloniensterblichkeit zwischen einem niedrigen und hohen Einsatz von Imidacloprid. Die Analyse konnte jedoch nicht für andere wichtige Einflussfaktoren kontrollieren, auch zeigte sich keine Korrelation von Sterblichkeit mit Imidacloprid, Thiamethoxam und Clothianidin zusammen. Die Wissenschaftler bekräftigen den Bedarf nach großangelegten Feldexperimenten, um die Auswirkungen eines realistischen Einsatzes von Neonicotinoiden auf Bestäuber näher zu untersuchen.
Eine im August 2015 veröffentlichte systematische Übersichtsarbeit (Lundin et al., 2015) untersuchte die Forschungsmethoden und -lücken zu Neonicotinoiden und Bienen anhand von 216 bis Juni 2015 veröffentlichten Einzelstudien. Die Autoren kamen zu dem Schluss, dass trotz zahlreicher Forschungsaktivitäten noch erhebliche Wissenslücken bestehen. Die meisten Studien beschäftigten sich mit Europa und Nordamerika sowie einigen wenigen Nutzpflanzen (Mais, Raps, Sonnenblume) und Spezies (hauptsächlich Apis mellifera), obwohl die Zusammenhänge in anderen Regionen, Nutzpflanzen und Spezies möglicherweise anders geartet seien. Hinzu kommt, dass es trotz zahlreicher Laborstudien an Feldstudien mangelt und dass in den Feldstudien vor allem die Exposition der Bienen gegenüber Neonicotinoiden untersucht wurde, aber nur unzureichende Kenntnisse über die Auswirkungen dieser Exposition vorliegen. Des Weiteren konzentrierte sich die Forschung bisher auf individuelle Bienen, wenngleich die Effekte auf Bienenkolonien anders ausfallen können. Wenngleich es Hinweise auf Interaktionen zwischen unterschiedlichen Insektizidklassen sowie synergistische Insektizid-Pathogen-/Parasiteninteraktionen gebe, seien letztere unter realistischen Feldbedingungen möglicherweise überschätzt worden. Auch müsse die Forschung noch aufklären, wie relevant Neonicotinoide im Vergleich zu anderen möglichen Ursachen von Bienensterben sind.
Eine im November 2015 veröffentlichte und von INRA-Wissenschaftlern geleitete Feldstudie zeigte, dass einzelne Honigbienen in unmittelbarer Nähe zu Ackerflächen, auf denen Thiamethoxam eingesetzt wurde, in stärkerem Ausmaß verschwanden. Gleichzeitig stellte die Studie fest, dass Populationsgröße und Honigproduktion von Bienenstöcken nicht beeinträchtigt wurden, da die meisten betroffenen Bienenstöcke ihre reproduktive Strategie dahingehend veränderten, dass sie weniger Drohnen und mehr Arbeiterinnen produzierten.
Eine im Juni 2017 veröffentlichte Studie auf Basis von Feldexperimenten mit Winterraps (gebeizt mit Clothianidin oder Thiamethoxam oder ungebeizt) in Deutschland, Ungarn und im Vereinigten Königreich kam zu differenzierten Ergebnissen. Für Honigbienen zeigten sich während der Rapsblüte teils positive Effekte in Deutschland, teils negative Effekte in Ungarn, und teils positive und negative Effekte im Vereinigten Königreich, die meisten untersuchten Parameter wiesen jedoch keine signifikanten Effekte auf. Für das Folgejahr wurden in Deutschland keine signifikanten Effekte gefunden, in Ungarn teils negative (im Vereinigten Königreich war keine formale statistische Analyse möglich). Für Wildbienen zeigten sich teils positive Effekte in Deutschland, teils negative im Vereinigten Königreich. Für die überwiegende Zahl der getesteten Parameter zeigten sich keine statistisch signifikanten Unterschiede zwischen Neonicotinoidbeizung und ungebeizten Kontrollfeldern. Die Autoren der Studie interpretieren ihre Ergebnisse so, dass neonicotinoidhaltige Beizmittel negative Effekte auf die Reproduktion wilder und domestizierter Bienen haben können, diese Effekte zwischen verschiedenen Ländern allerdings nicht konsistent und daher eher das Ergebnis der Interaktion mit anderen Faktoren seien.
Ein Laborexperiment aus dem Jahre 2016 ergab, dass Thiamethoxamexposition die Zahl eierlegender Königinnen der Dunklen Erdhummel um ein Viertel verringern lässt. Die Fähigkeit von Königinnen, erwachsene Brut zu erzeugen, war nicht beeinträchtigt, ebenso wenig die Überlebensrate nach dem Winterschlaf. In Modellrechnungen zeigte sich eine deutlich erhöhte Wahrscheinlichkeit des Aussterbens der Hummelpopulation.
Eine 2019 veröffentlichte Studie sieht bezüglich Verluste bei der Honigbiene einen möglichen Zusammenhang in der Kombination der beiden Stressoren Neonicotinoide und Befall der Varroamilbe.

## Umweltverhalten
Die Halbwertszeit im Boden ist stark abhängig von Wirkstoff, Bodentyp und Untersuchungsmethode. Laut einer 2013 erschienenen Übersichtsarbeit betragen die meist in Laborstudien ermittelten Halbwertszeiten (in Tagen) 28–1250 für Imidaclopdrid, 7–353 für Thiamethoxam, 148–6931 für Clothianidin, 3–74 für Thiacloprid, und 31–450 für Acetamiprid. Inwieweit wiederholte Anwendungen zur Anreicherung der Wirkstoffe in Böden führen, ist für die meisten Neonicotinoide nur unzureichend untersucht. Studien zu Imidacloprid brachten deutliche Hinweise auf eine Anreicherung und dauerhafte Präsenz im Boden.
Bei der Aussaat von Neonicotinoid-behandeltem Saatgut gelangt ein geringer Teil des Wirkstoffs (<2 %) als staubförmiger Abrieb direkt von den behandelten Samenkörnern in die Umgebung.
Der überwiegende Teil der zur Saatgutbeizung verwendeten Wirkstoffe gelangt in den Boden und durch Auswaschung ins Grundwasser oder wird von benachbarten wilden Pflanzen aufgenommen. Aufgrund der systemischen Wirkung besteht dadurch eine schädigende Wirkung auf Teile des Ökosystems, wie etwa auf Boden- und Wasserorganismen, Nutzinsekten und Vögel. Im Grundwasser gefundene Konzentrationen entsprechen in ihrer Höhe den Konzentrationen, die sich in mit Neonicotinoiden behandelten Pflanzen einstellen und für die Abwehr von Schadorganismen ausreichen.
2018 forderten 233 Wissenschaftler im Wissenschaftsmagazin Science ein weitgehendes weltweites Verbot für den Einsatz heutiger Neonicotinoide sowie die Zulassung ähnlicher Pestizide analog dem Verbot in der EU. Die wissenschaftlichen Erkenntnisse deuteten stark darauf hin, dass Neonicotinoide nützlichen Insekten schadeten sowie zum derzeit stattfindenden massiven Verlust der Biodiversität weltweit beitrügen. Nicht schnell auf diese Bedrohung zu reagieren würde riskieren, nicht nur den weiteren Rückgang der Artenvielfalt sowie des Insektenreichtums voranzutreiben, sondern auch die Leistungen zu gefährden, die Insekten für zukünftige Generationen erbringen können und zugleich einen nennenswerten Teil der Biodiversität aufs Spiel zu setzen.
Eine 2019 publizierte Studie der Universität Neuenburg wies Neonicotinoide bei 93 % der im Schweizer Mittelland untersuchten Bio-Böden (durchschnittliche Wirkstoffkonzentration 0,09 ppb) und Pflanzen (0,2 ppb) nach. Bei Böden in ökologischen Ausgleichsflächen von Bio-Betrieben lag dieser Wert bei 71 % (0,031 ppb). Dadurch könnten der Studie zufolge bis zu 7 % der betrachteten Nützlingsspezies geschädigt werden. Der Einsatz von Neonicotinoiden bei Kulturpflanzen kann aus Sicht der Autoren die Artenvielfalt in Schutzgebieten sowie die Praxis des ökologischen Landbaus gefährden.

## Regulierung

### EU
Die Neonicotinoide Imidacloprid, Thiamethoxam, Clothianidin, Thiacloprid und Acetamiprid waren zunächst EU-weit zugelassen. Pflanzenschutzmittel (PSM), die diese Neonicotinoide enthalten, sind seit 2015 in einigen EU-Staaten zugelassen, in manchen verboten, ab wechselnden Zeitpunkten. Zulässig sind unter anderem Anwendungen im Freiland und Gewächshaus, in Feldfrüchten und Sonderkulturen, und zur Saatgutbeizung, Boden- und Blattbehandlung. Genauere Informationen zur Regulierung einzelner Neonicotinoide finden sich in den entsprechenden Artikeln. Am 13. Januar 2020 hat die EU-Kommission beschlossen, die Zulassung für Thiacloprid für den europäischen Markt zu beenden. Mitgliedstaaten müssen Zulassungen für Pflanzenschutzmittel, die Thiacloprid enthalten bis zum 3. August 2020 widerrufen, die Aufbrauchfrist für die Produkte endet am 21. Februar 2021. Im Mai 2021 lehnte der EuGH die Berufung des Bayer-Konzerns gegen das Verbot von 2018, die Neonicotinoide Imidacloprid, Clothianidin sowie Thiamethoxam im Freiland einzusetzen, ab.

#### Deutschland
Mit Stand April 2021 sind in Deutschland 15 PSM mit Acetamiprid unter anderem für Anwendungen bei Kartoffel, Raps, Getreide, Senf, zahlreichen Obst- und Gemüsesorten, Zierpflanzen und -gehölzen und Weinrebe zugelassen. PSM mit Clothianidin, Imidacloprid, Thiamethoxam oder Thiacloprid sind nicht mehr zugelassen. Bereits seit dem 21. Juli 2015 ist die Einfuhr, das Inverkehrbringen und die Aussaat von mit Clothianidin, Imidacloprid oder Thiamethoxam behandeltem Saatgut für Wintergetreide verboten (dessen Beizung war in Deutschland bereits vorher nicht zugelassen).

#### Frankreich
Am 20. Juli 2016 beschloss das französische Parlament ein Verbot bestimmter Neonikotinoide ab 1. September 2018 mit der Möglichkeit von Ausnahmeregelungen bis Juli 2020. Dieses Verbot betrifft die drei bereits von der EU regulierten Stoffe Clothianidin, Thiamethoxam und Imidacloprid und darüber hinaus Thiacloprid und Acetamiprid. Eine Petition gegen ein Gesetz zur Wiederzulassung von Acetamiprid erreichte im Juli 2025 eine Million Unterschriften.

#### Italien
In Italien waren mit Stand Juli 2015 43 PSM mit Imidacloprid, zwölf PSM mit Thiamethoxam, drei PSM mit Clothianidin, drei PSM mit Acetamiprid und sieben PSM mit Thiacloprid zugelassen.

#### Österreich
In Österreich sind mit Stand April 2021 elf PSM mit Acetamiprid und ein mit Clothianidin (befristet zur Saatgutbehandlung bei Zuckerrüben vom 1. Februar 2021 bis 1. Mai 2021) zugelassen. PSM mit Imidacloprid, Thiamethoxam oder Thiacloprid sind nicht mehr zugelassen.

#### Spanien
In Spanien sind (Stand April 2021) neun PSM mit Acetamiprid zugelassen. Für PSM mit dem Wirkstoff Imidacloprid endete die Zulassungen zum 30. November 2020, Restbestände dürfen noch bis 1. Juni 2021 verkauft werden. PSM mit Thiamethoxam, Clothianidin und Thiacloprid sind nicht mehr zugelassen.

#### Vereinigtes Königreich
Im Vereinigten Königreich sind (Stand April 2021) 19 PSM mit Acetamiprid zugelassen. PSM mit Clothianidin, Imidacloprid, Thiamethoxam oder Thiacloprid sind nicht mehr zugelassen.

#### EU-Beschränkungen ab 2013
Nachdem in den letzten Jahren mehrere Studien Hinweise auf die Gefährdung von Honigbienen durch Neonicotinoide gegeben hatten, beauftragte die EU-Kommission im April 2012 die Europäische Behörde für Lebensmittelsicherheit (EFSA) mit einer Untersuchung dieser Zusammenhänge. Im Januar 2013 veröffentlichte EFSA eine Bewertung der Neonicotinoide Clothianidin, Imidacloprid und Thiamethoxam im Hinblick auf ihre Risiken für Honigbienen. Die Wissenschaftler untersuchten die Verwendung dieser Neonicotinoide zur Saatgutbehandlung und als Granulat sowie verschiedene Expositionswege für Honigbienen.
Gemeinsam mit wissenschaftlichen Sachverständigen aus den EU-Mitgliedstaaten erreichte die Bewertung folgende Schlüsse:
- Exposition durch Pollen und Nektar: Nur die Verwendung bei Nutzpflanzen, die für Honigbienen uninteressant sind, wurde als akzeptabel erachtet.
- Exposition durch Stäube: Ein Risiko für Honigbienen bestand bzw. konnte nicht ausgeschlossen werden, mit einigen Ausnahmen, wie bei der Verwendung für Zuckerrüben oder Nutzpflanzen, die in Gewächshäusern angebaut werden, und bei der Verwendung einiger Granulatformen.
- Exposition durch Guttation: Nur die Risikobewertung für mit Thiamethoxam behandeltem Mais konnte abgeschlossen werden. Hier zeigen Feldstudien eine akute Wirkung auf Honigbienen, die dem Wirkstoff mittels Guttationsflüssigkeit ausgesetzt waren.

Aufgrund mangelnder Daten konnte EFSA die Risikobewertung für einige Verwendungen (Blattbehandlung) nicht abschließen. Auch gelte es, die Risiken für andere Bestäuber näher zu untersuchen.
Die EU-Kommission schlug daraufhin eine vorläufige Einschränkung der Verwendung der drei untersuchten Substanzen vor, da ein hohes Risiko für Honigbienen ohne eine solche Einschränkung nicht ausgeschlossen werden könne. Nachdem im Ständigen Ausschuss für die Lebensmittelkette und Tiergesundheit die erforderliche qualifizierte Mehrheit nicht erreicht wurde, stimmten am 29. April 2013 Vertreter der Mitgliedsstaaten im Berufungsausschuss ab. 15 Mitgliedstaaten befürworteten den Vorschlag, 8 Mitgliedstaaten stimmten dagegen und 4 Mitgliedstaaten enthielten sich. Da keine Einigung erzielt wurde, setzte die Kommission ihren Vorschlag am 24. Mai um (Durchführungsverordnung (EU) Nr. 485/2013).
Ab 1. Dezember 2013 waren Clothianidin, Imidacloprid und Thiamethoxam gemäß der Durchführungsverordnung (EU) Nr. 485/2013 nur noch für gewerbliche Anwendungen und in bestimmten Kulturen für Saatgut-, Boden- und Blattbehandlungen gar nicht mehr bzw. nur nach der Blüte zulässig. In der Verordnung verpflichtete sich die Kommission dazu, innerhalb von zwei Jahren nach ihrem Inkrafttreten eine Überprüfung neuer wissenschaftlicher Erkenntnisse anzustrengen. Entsprechend dieser Regelung hat die EFSA im Mai 2015 öffentlich um die Einreichung neuer wissenschaftlicher Daten zur Wirkung von Neonicotinoiden auf Bienen und andere Nichtzielorganismen bis 30. September 2015 aufgerufen.
Landwirtschaftlich relevant sind insbesondere folgende Verbote und Ausnahmen:
- Weizen und Gerste: Saatgut- und Bodenbehandlungen sind nur dann erlaubt, wenn die Aussaat zwischen Juli und Dezember erfolgt. Blattbehandlungen sind verboten.
- Mais, Raps, Sonnenblume: Saatgut- und Bodenbehandlungen sind verboten. Blattbehandlungen sind nur nach der Blüte erlaubt.
- Zuckerrübe: Ist nicht von Verboten betroffen (da die Ernte vor der Blüte erfolgt).

In der deutschen Landwirtschaft treffen die EU-Restriktionen lediglich die Saatgutbehandlung bei Raps (Cruiser OSR ab 1. Oktober 2013, Chinook, Elado, Modesto ab 30. November 2013); die Zulassungen für die Saatgutbehandlung bei Mais ruhen bereits seit 2008 für alle ehemals dafür zugelassenen Neonicotinoidprodukte (Faibel, Cruiser 350 FS, Poncho). In Frankreich treffen die Restriktionen das Beizmittel Cruiser 350 (Thiamethoxam) und das Granulat Cheyenne (Clothianidin) bei Mais. Die Saatgutbehandlung mit Gaucho (Imidacloprid) bei Sonnenblume ist seit 1999 und bei Mais seit 2004, mit Cruiser OSR (Thiametoxam) bei Raps seit Juli 2012 untersagt. Clothianidin war in Frankreich zur Beizung nie zugelassen.
Am 26. August 2015 veröffentlichte EFSA Bewertungen der Risiken von Clothianidin, Imidacloprid und Thiamethoxam für Bienen bei Blattbehandlungen. In den Fällen, in denen die Bewertung abgeschlossen werden konnte, wurden entweder hohe Risiken ermittelt oder konnten nicht ausgeschlossen werden. In den übrigen Fällen konnte die Risikobewertung aufgrund lückenhafter Daten nicht abgeschlossen werden.
Ein am 28. Februar 2018 veröffentlichtes Gutachten der EFSA zu Clothianidin, Imidacloprid und Thiamethoxam bestätigte abschließend die Risiken für Wild- und Honigbienen bei Freilandanwendungen. Dieses Gutachten war eine Grundlage für weitere Zulassungsentscheidungen bzw. -einschränkungen. Am 27. April 2018 beschloss die EU-Kommission in einer Abstimmung ein Verbot des Einsatzes dieser drei Wirkstoffe in Freilandkulturen. Mehrere Länder genehmigten daraufhin per Notfallzulassung Ausnahmen für den Gebrauch in bestimmten Kulturen. Dies betraf in Österreich die von der ÖVP geführten Bundesländer Niederösterreich, Oberösterreich und Steiermark, Belgien, Polen, Ungarn, Tschechien und Frankreich. Aufgrund der EU-weiten Einschränkungen zogen die Hersteller die Anträge zur Verlängerung der Zulassung für Clothianidin, Imidacloprid Thiamethoxam zurück, wodurch die Europäische Zulassung für diese Substanzen zum 31. Januar 2019, 1. Dezember 2020, resp. 30. April 2019 auslief. Eine Klage von Bayer vor dem Europäischen Gerichtshof scheiterte; dieser bestätigte das Verbot im Mai 2021.

##### Diskussion
Die EU-Beschränkungen wurde von Umweltschutzverbänden und Bienenschützern überwiegend positiv aufgenommen, von Vertretern der Pflanzenschutz- und Saatgutindustrie dagegen als unangemessen bewertet.
Im Januar 2013 veröffentlichte das Humboldt Forum for Food and Agriculture e. V. (HFFA) eine Studie zum Wert der Neonicotinoide in der EU. Die Studie wurde finanziert von Bayer CropScience und Syngenta und unterstützt von COPA-COGECA, der European Seed Association und der European Crop Protection Association. Die Studie untersuchte die kurz- und mittelfristigen Auswirkungen eines möglichen EU-weiten Verbots aller Neonicotinoidanwendungen auf landwirtschaftliche und gesamtwirtschaftliche Wertschöpfung und Beschäftigung, globale Preise, Landnutzung und Treibhausgasemissionen. Kurzfristig, im ersten Jahr eines möglichen Verbots, würde nach Einschätzung der Autoren die landwirtschaftliche bzw. gesamtwirtschaftliche Wertschöpfung um mindestens 2,8 bzw. 3,8 Mrd. € sinken. Die größten wirtschaftlichen Verluste würden den Anbau von Weizen, Mais und Raps in Großbritannien, Deutschland, Rumänien und Frankreich betreffen. 22.000 Arbeitsplätze würden EU-weit verloren gehen (überwiegend in Rumänien und Polen), und die landwirtschaftlichen Einkommen im Schnitt um 4,7 % sinken. Mittelfristig ergäben sich Verluste durch ein Verbot über einen Zeitraum von 5 Jahren von knapp 17 Mrd. € und 27.000 Arbeitsplätzen. Die mit Abstand höchsten Einkommenseinbußen träten in Großbritannien auf, die meisten Arbeitsplätze gingen in Rumänien verloren. Die geringere Produktion infolge eines Verbotes würde außerdem höhere Importe von Agrarrohstoffen in die EU nach sich ziehen. Diese größere Nachfrage auf dem Weltmarkt würde der HFFA-Studie zufolge eine Ausweitung der globalen landwirtschaftlichen Anbaufläche um 3,3 Mio. ha und einen zusätzlichen Ausstoß von 600 Mio. t CO2-Äquivalent bedeuten.
Nach Angaben des Agriculture and Horticulture Development Board (AHDB) bedeuten die Restriktionen für britische Rapsbauern eine alternative Kontrolle des Großen Rapserdflohs, der Flohkäfer und der Grünen Pfirsichblattlaus. (Die Pfirsichblattlaus ist ein Überträger des Gelben Rüben-Mosaikvirus, das in unbehandelten Kulturen Ertragsverluste von 15–30 % bewirken kann). Als Alternativen zur Saatgutbeizung mit Neonicotinoiden wird die Blattbehandlung mit Pyrethroiden und Pirimicarb vorgestellt. Da die Pfirsichblattlaus deutliche Resistenzen gegen Pyrethroide aufweist, wird der alternative Einsatz von Pymetrozin und Flonicamid vorgeschlagen. Eine größere Abhängigkeit von einer begrenzten Anzahl an Insektiziden kann zu Resistenzen führen. Der Pflanzenschutz im Weizenanbau werde aufgrund der Ausnahmen hingegen kaum berührt. Beim Gemeinen Lein seien Pyrethroide die einzige Alternative zur Neonicotinoidbeizung, zum Schutz des Mais vor Halmfliegen könnte Methiocarb verwendet werden.
Laut der Union zur Förderung von Oel- und Proteinpflanzen (UFOP) betrifft die Durchführungsverordnung nahezu 100 % des deutschen Rapsanbaus ab der Aussaat 2014. Die UFOP erwartet einen deutlichen Anstieg der Behandlungsintensität mit weniger wirksamen Pflanzenschutzmitteln, womit das Beizverbot die Bemühungen für einen verbesserten Bienen- und Umweltschutz konterkariere. Gleichzeitig sei mit erheblichen Ertragseinbußen zu rechnen und bei Starkauftreten der Herbstschädlinge die Wirtschaftlichkeit des Rapsanbaus in Frage zu stellen. Deutsche Landwirte bewerten zu je einem Viertel den Erlass sinnvoll, bzw. nicht sinnvoll. Knapp die Hälfte der Befragten geht von Auswirkungen auf das Pflanzenschutzmanagement aus.
Im März 2013 legten Bayer CropScience und Syngenta einen Aktionsplan zum Bienenschutz vor, der unter anderem die Ausweitung von Ackerrandstreifen, Feld-Monitoring, Rückstandsuntersuchungen und Abluftdetektoren an Sägeräten umfasst. Bayer erklärte nach der EU-Entscheidung, die Restriktionen bedeuteten einen Umsatzverlust von 80 Mio. € pro Jahr. Im August 2013 reichten Syngenta und Bayer Klage beim Europäischen Gerichtshof ein. Sie warfen der EU-Kommission Verstöße gegen EU-Gesetze und einen Mangel an Beweisen für eine schädliche Wirkung der Neonicotinoide auf Honigbienen vor. Bis zu einer Entscheidung des Gerichts haben die Klagen keine Auswirkungen auf die Umsetzung der Restriktionen. Der britische Bauernverband NFU kündigte Ende November 2013 eine direkte Unterstützung der Klage seitens Syngenta an, da die Restriktionen keine solide wissenschaftliche Grundlage hätten und die landwirtschaftliche Produktivität bedrohten. Im Mai 2018 wies der Europäische Gerichtshof die Klagen von Bayer und Syngenta, die die Neonicotinoide Clothianidin, Thiamethoxam und Imidacloprid betreffen, in vollem Umfang ab.
Der European Academies Science Advisory Council (EASAC) veröffentlichte im April 2015 ein Gutachten hinsichtlich der Auswirkungen von Neonicotinoiden auf Nichtzielorganismen. Demnach habe ein weitreichender, präventiver Einsatz negative Effekte auf Nichtzielorganismen, welche für Bestäubung und natürliche Schädlingskontrolle sorgen. Auch sei der Präventiveinsatz nicht vereinbar mit den Prinzipien des Integrierten Pflanzenschutzes. EASAC hoffe, dass das Gutachten der EU-Kommission bei ihrer vorgesehenen Überprüfung der Durchführungsverordnung 485/2013 helfen werde. Dabei sollten langfristige Risiken bezüglich der Umwelt und einer nachhaltigen Landwirtschaft ebenso berücksichtigt werden wie kurzfristige Befürchtungen, weitere Beschränkungen könnten Wirtschaft und Ernährungssicherung gefährden.

##### Auswirkungen der EU-Beschränkungen

###### Landwirte
England
Ende September 2014 erteilte das Chemicals Regulation Directorate Genehmigungen zur Blattbehandlung mit den Produkten InSyst (Acetamiprid) gegen den Großen Erdfloh und Biscaya (Thiacloprid) gegen die Grüne Pfirsichblattlaus.
In einer Ende 2014 durchgeführten AHDB-Umfrage von mehr als 1.300 englischen Rapsbauern gaben 11 % der Befragten an, dass die von ihnen ausgesäte Rapsfläche in der laufenden Anbausaison ohne die Beschränkungen größer gewesen wäre. Die angegebenen zusätzlichen Rapsflächen entsprechen 38.000 ha auf nationaler Ebene. Zudem verloren die Befragten bis zum 1. Dezember 2014 rund 5 % ihrer Rapsfläche durch Schäden des Großen Rapserdflohs (gegen den Neonicotinoidbeizungen vor den Beschränkungen eingesetzt wurden). Von dieser Fläche wurden 1,5 % bis 1. Dezember erfolgreich neu ausgesät. Die verbleibenden 3,5 % entsprechen Verlusten von 22.000 ha auf nationaler Ebene. Am stärksten betroffen war East of England. Da die Umfrage zu Beginn der Anbausaison durchgeführt wurde, konnte sie keine Informationen über mögliche Schäden durch Flohlarven zu einem späteren Zeitpunkt liefern.
Nach intensiven Lobbyanstrengungen des englischen Bauernverbandes (NFU) erteilte das britische Landwirtschaftsministerium im Juli 2015 eine Ausnahmegenehmigung für die PSM Modesto und Cruiser OSR zur Saatgutbehandlung von Raps. Die Ausnahmegenehmigung gilt für etwa 30.000 Hektar im Osten Englands (ca. 5 % der englischen Rapsfläche) für 120 Tage.
Im August 2015 veröffentlichten Wissenschaftler der Newcastle University eine Studie für Rural Business Research, die die Folgen der Restriktionen für den Rapsanbau in England untersucht. In einer Umfrage von landwirtschaftlichen Betrieben zeigte sich, dass nach den Restriktionen zur Kontrolle des Großen Rapserdflohs 2,5 mal mehr Insektizide im Herbst eingesetzt wurden als vorher. 17 % der Landwirte erlitten Pflanzenverluste durch den Großen Rapserdfloh, die 16.000 ha oder 3 % der Rapsfläche entsprechen. Die Kosten der Insektizide und ihrer Anwendung sowie der Verluste wurden auf 22 Millionen Pfund geschätzt.

###### Bienen
Nach Angaben von Nature (Mai 2015) liegen bisher keine Studien zu den Auswirkungen der Restriktionen auf Bienen vor.

### Schweiz
In der Schweiz sind (Stand April 2021) 17 PSM mit Imidacloprid, fünf PSM mit Thiamethoxam, 22 PSM mit Acetamiprid und 15 PSM mit Thiacloprid zugelassen. Mit Clothianidin ist kein PSM zugelassen. Das Schweizer Bundesamt für Landwirtschaft sah 2013 vor, die Bewilligung für die drei Insektizide Imidacloprid, Clothianidin und Thiametoxam zur Behandlung von Raps- und Maissaatgut analog zur EU zu suspendieren. Aufgrund der Bewertung der Neonicotinoide Clothianidin, Imidacloprid und Thiamethoxam durch die EFSA im Jahr 2018 wurde diese durch das Bundesamt für Landwirtschaft auf die Verwendung im Gewächshaus begeschränkt. Behandelte Kulturen müssen bis zur Ernte im Gewächshaus verbleiben, die Anwendung im Freiland wurden ab Ende 2018 grundsätzlich verboten.

### Kanada
In Ontario trat am 1. Juli 2015 eine Regulierung in Kraft, welche für die Verwendung von Clothianidin, Imidacloprid und Thiamethoxam als Beizmittel für Sojabohnen- und Maissaatgut zukünftige Bestimmungen vorsieht. Zu den Bestimmungen gehören verpflichtende Schulungen im Integrierten Pflanzenschutz.
Im Rahmen einer laufenden Neubewertung der Risiken von Neonikotinoiden für Bestäuber veröffentlichte Health Canada im Januar 2016 eine vorläufige Einschätzung zu Imidacloprid. Basierend auf dem vorhandenen Wissen kam Health Canada zu dem Schluss, dass Blattapplikationen minimale Risiken bergen, Bodenapplikationen in Tomaten und Erdbeeren bei einigen Bodentypen und Anwendungsarten potenzielle Risiken bergen, und dass bezüglich Beizmitteln keine Risiken bestehen.
Diese zuständige Bundesbehörde hat die Wirkstoffe Clothianidin und Thiamethoxam ab August 2018 reguliert, mit dem Ziel, sie in 5 Jahren (also 2023) vollständig zu verbieten. Bis dahin können die Farmer Alternativen in der Anwendung prüfen. Für Imidacloprid ist das Auslaufen der Genehmigung in spätestens 5 Jahren bereits verfügt. Alle drei Stoffe verunreinigen nach den Erkenntnissen der Behörde das Wasser und töten dort lebende Organismen oder hemmen ihre Fruchtbarkeit. 2021 informierte Health Canada, dass es zu der im August 2018 stattgefundenen Public Consultation insgesamt rund 47 000 Kommentare erhalten habe. Aufgrund der hohen Anzahl und Verzögerungen durch die Corona-Pandemie konnten die Bewertungen für Clothianidin und Thiamethoxam nicht wie geplant bis Herbst 2020 abgeschlossen werden. Um Wasserorganismen zu schützen, werden einige Anwendungen dieser beiden Substanzen verboten und zusätzliche Beschränkungen erlassen. Ein umfassenden Verbot sei nicht gerechtfertigt.

## Weiterentwicklung

Struktur von NMI

Neonicotinoide haben nur eine geringe Wirksamkeit gegen Schmetterlinge. Daher wird versucht auf Basis des Nitromethylen-Analogons von Imidacloprid (NMI) Derivate mit besserer Wirksamkeit zu synthetisieren.

## Filme
- ARTE: Insektenkiller - Wie Chemieriesen unser Ökosystem zerstören (2021)